# سیارک ۲۴۱۰۳
سیارک ۲۴۱۰۳ (به انگلیسی: 24103 Dethury، نامگذاری:1999VS9) بیست و چهار هزار و صد و سومین سیارک کشف شده‌است که در ۹ نوامبر ۱۹۹۹ کشف شد.
قدر مطلق سیارک برابر ۲۳.۴ است.